# Moha Ramos
Mohamed Airam Ramos Wade (Santa Cruz de Tenerife, 13 de abril de 2000), más conocido como Moha Ramos, es un futbolista español que juega como portero en el C. D. Tenerife "B", en la Segunda Federación.

## Trayectoria

### Inicios
De ascendencia senegalesa, empezó a jugar al fútbol con cuatro años en 2004, en la Unión Deportiva Longuera-Toscal, un equipo local de Tenerife, donde fue escalando categorías hasta ingresar en las formativas del Club Deportivo Tenerife en 2014.

### Formación en Madrid
Dos años después, en 2016, el portero se incorporó al cadete del Real Madrid Club de Fútbol, ascendiendo de categorías hasta llegar al equipo juvenil, a un solo paso del fútbol profesional. Pese a no debutar profesionalmente, Moha jugó amistosos de pretemporada con el Real Madrid Castilla Club de Fútbol, equipo filial del club, y fue convocado con el primer equipo blanco en varias ocasiones para sustituir las bajas de los porteros Keylor Navas y Luca Zidane.
Tras realizar la pretemporada con el equipo filial en el verano de 2018, fue inscrito como integrante de la plantilla. Su debut profesional llegó el 16 de septiembre de 2018 en la jornada 4 de la Segunda División "B" ante el Unionistas de Salamanca Club de Fútbol. Disputó el partido completo en la victoria de su equipo por 3-0.

#### Cesiones
El 31 de julio de 2019 se marchó cedido por una temporada al Birmingham City F. C. y en septiembre de 2020 al Real Unión.
Tras esta segunda cesión abandonó definitivamente el Real Madrid y el 2 de agosto de 2021 firmó por tres años con el Real Racing Club de Santander para jugar en su filial, el Rayo Cantabria. Rescindió su contrato en el mes de diciembre y en enero se comprometió con el Real Avilés C. F.

### Retorno a Canarias
El 15 de julio de 2022 fichó por la Unión Deportiva Las Palmas para jugar en su filial. Con poca participación en el club amarillo, al final de la temporada se fue libre al C. D. Tenerife, con la intención de alternar entre el filial tinerfeño y el tercer portero del equipo de Segunda División.

## Clubes
| Club                 | País       | Año       |
| -------------------- | ---------- | --------- |
| Real Madrid Castilla | España     | 2018-2019 |
| Birmingham City      | Inglaterra | 2019-2020 |
| Real Madrid Castilla | España     | 2020      |
| Real Unión           | España     | 2020-2021 |
| Rayo Cantabria       | España     | 2021-2022 |
| Real Avilés          | España     | 2022      |
| Las Palmas Atlético  | España     | 2022-2023 |
| C. D. Tenerife "B"   | España     | 2023-     |

## Selección
Debutó con la selección de fútbol sub-17 de España donde disputó entre otras competiciones el EURO Sub-17 en 2017 que, además, la ganó España.

### Participaciones en Eurocopas
| Eurocopa            | Resultado | Partidos | Goles recibidos |
| ------------------- | --------- | -------- | --------------- |
| Sub-17 Croacia 2017 | Campeón   | 1        | 0               |

## Palmarés

### Campeonatos internacionales
| Título            | Club (*)          | Sede    | Año  |
| ----------------- | ----------------- | ------- | ---- |
| Europeo sub-17    | España sub-17     | Croacia | 2017 |
| Mundial de Clubes | Real Madrid C. F. | EAU     | 2017 |

(*) Incluyendo la selección.